# Macvaughiella
Macvaughiella là một chi thực vật có hoa trong họ Cúc (Asteraceae).

## Loài
Chi Macvaughiella gồm các loài: